# Каприлли, Федерико
Федерико Каприлли (1868—1907) — капитан итальянской кавалерии, эксперт по конному спорту, который ввёл новую посадку, известную в настоящее время как «посадка наклонившись вперед», при которой всадник двигается вместе с лошадью.

## Биография
Федерико Каприлли родился 8 апреля 1868 года в городе Ливорно. В 13 лет поступил в кадетский корпус, в 20 лет окончил Военную школу в Модене с оценкой за верховую езду «посредственно». Поступил офицером во 2-й Пьемонтский драгунский полк.
Исходя из того, что современные условия войны и боя предъявляют к кавалерии, главным образом, требования подвижности, Каприлли в основу всей подготовки кавалерии принял одиночное обучение полевой езде коня и всадника, соответственно индивидуальным природным качествам того и другого. 

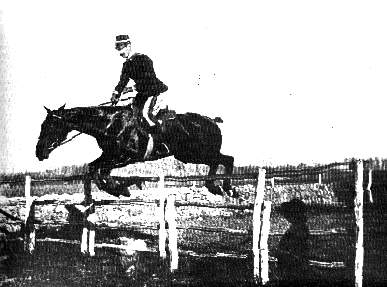
Федерико Каприлли (1903 год)

Система эта встретила противников не только в других государствах, в особенности в Российской империи, но и в самой Италии, например, в лице генерала Зарембо де-Жарачевского. Противодействие его системе обучения привело к тому, что он был освобожден от должности кавалерийского инструктора в школе Пинероло и был сослан в Южную Италию подальше от столицы. Спустя несколько лет, когда один из итальянских командиров высшего эшелона опробовал методы Каприлли, последнего вновь вызвали в кавалерийскую школу и уже через год занятий он показал небывалые результаты: лошади проявляли до той поры невероятные способности, а всадники заканчивали весь курс обучения без всякого злоупотребления поводьями. Рабочий день Каприлли в Пинероло начинался в 6 часов утра и заканчивался в 7 часов вечера. Ежедневно он занимался с пятью лошадьми.
В отличие от многих выдающихся наездников, которые часто брались за перо, чтобы изложить свои взгляды, Каприлли оставил после себя только одну небольшую статью, посвященную системе подготовки всадников и лошадей, которая вышла в свет в 1901 г. Но подлинным триумфом для Каприлли и его системы стали международные конные соревнования по конкуру в 1902 г. в Турине, куда съехалось более 200 участников из самых разных стран мира, в том числе и из России. В частности, на соревнованиях в Турине выступал молодой русский кавалергард Александр Павлович Родзянко. Победитель соревнований, французский всадник, взял высоту в 180 см. Однако Каприлли, который выступал вне конкурса, на лошади по имени Мелопо легко преодолел препятствие в 208 см. После этого Ф. Каприлли получил звание капитана и пост главного инструктора верховой езды итальянской кавалерии. В итоге Каприлли достиг того, что по его методу итальянской кавалерии был дан новый кавалерийский устав. Уроки у ранее неизвестного итальянского всадника теперь брали генералы, политики, дипломаты. В быстром успехе Каприлли немаловажную роль сыграла хорошая организация итальянских кавалерийских школ Пинероло и Тор ди Квинтор. При поступлении в Пинероло проверялись физические предпосылки «абитуриентов»: пропорциональность телосложения, зрение, даже строение ног. Для практической езды каждый курсант имел пять лошадей, на которых ежедневно ездил: одна лошадь была личной, одну лошадь школа давала для манежной езды, другую — для полевой, а также скаковую и строевую армейскую лошадей.
Лошадей в Пинероло постоянно было 555, из них 105 чистокровных верховых, 200 итальянского происхождения и 250 ирландских гунтеров. Из этого числа каждый год в армию передавали 200—250 лошадей и такое же количество докупали молодых.
Излюбленным спортом Каприлли было преодоление препятствий верхом (конкур). 6 декабря 1907 года на одном из опасных прыжков Федерико Каприлли упал с лошади и разбился насмерть (лошадь поскользнулась на обледеневшей брусчатке). Однако есть версия о том, что он просто перенес инфаркт в седле, и не успел позвать на помощь. После его смерти труды его не пропали даром, капитан Каприлли оставил много способных учеников и последователей своей системы, одним из которых можно назвать Владимира Станиславовича Литтауэра.

## Система Каприлли
Одним из основных принципов учения Каприлли является предоставление лошади свободы регулирования. собственного равновесия. По-иному можно сказать, что раньше старались лошадь сделать для человека удобнее, и только Каприлли понял необходимость «сделать человека удобнее для лошади», чтобы полнее выявлять ее способности. Каприлли сознательно и теоретически обоснованно заявил: «Мы должны оставить лошадь такой, какой природа ее создала, и не изменять ее равновесия или положения головы».
К этому он шел трудным путем экспериментов. Уже в начале своей деятельности он понял, что лошади легче преодолеть препятствие или подъем, если корпус всадника передвигается вперед и спина лошади oсвобождается. Позже он обращал внимание на то, как важно освобождать шею лошади.
Лично преодолевая внушительные препятствия в поисках лучшей посадки и повода, Каприлли так тяжело падал, что в 1900 году просил даже 6-месячный отпуск для своего лечения и был на грани ухода из кавалерии. Но он "был уверен в своей правоте и писал: «Это недоразумение думать, будто вы поддерживаете лошадь, если возьмете поводья сильнее к себе. Я падал 400 раз и 400 раз устанавливал, что мои руки никогда не смогут предотвращать падение, но могут его спровоцировать, так как мешают естественным движениям лошади».
Популяризаторы итальянской школы обычно описывают эту систему как совокупность трех компонентов: облегченной посадки, облегченного управления и облегченной подготовки.
Облегченная посадка называется часто «итальянской посадкой», но первое название лучше передает суть дела. Каприлли учил, что главная забота всадника — совмещать свой центр тяжести с центром тяжести лошади, а до него все старались в любых условиях делать наоборот. Ранее собирали лошадь, чтобы центр ее тяжести перемещался назад, под центр тяжести всадника, чтобы лошадь училась ходить в таком равновесии, которое нужно, чтобы нести всадника.
Каприлли требовал перемещения центра тяжести всадника вперед, туда, где помещается центр тяжести лошади при ее естественном равновесии. Чтобы лошади было в таком равновесии удобно нести всадника, нельзя было ни обременять её спину, ни мешать свободному растягиванию шеи. Важно, чтобы при любом ускорении (особенно при отталкивании на прыжок) центр тяжести всадника находился бы впереди центра тяжести лошади.
Указанным целям соответствовала посадка на укороченных стременах с упором на колени, седалище не должно было касаться седла, а корпус подан немножко вперед.
Каприлли особо подчеркивал некоторые детали положения ног: наружный край подошвы — выше внутреннего, который притом еще опускается к внутреннему краю стремени; носки заметно вывернуты (по классическим правилам параллельны бокам лошади); главным упором всадника являются колени, которые должны быть, как «прибиты» к седлу; никогда нельзя сильно обхватывать лошадь икрами.
Облегченное управление, по Каприлли, направлено на равномерную скорость и ритм движения, на спокойствие и доверие лошади. Для этого уменьшены требования к крайней точности и моментальному реагированию на средства управления. Совсем отброшены мундштуки, острые шпоры, трензель часто утолщен. Основное правило работы повода: "Лошадь никогда не тянет, если ты не тянешь". Повод прежде всего считали средством чувствовать равновесие лошади. Собрать лошадь поводом и шенкелем — значит испортить ее, считали «каприллисты» и признавали только «естественный сбор», который развивается движением по местности, переходами с одного аллюра на другой и другими простыми упражнениями.
Главной целью Каприлли было сохранить лошадей от неумелой и насильственной выездки, которую он считал причиной быстрого изнашивания армейских лошадей.
Облегченное обучение лошади — это «антидрессура». Всадник должен не столько обучать лошадь, сколько создавать для нее такие условия, в которых она сама должна найти правильное равновесие. Для этой цели служат проездки по сильно пересеченной местности.
В итальянских кавалерийских школах построили также разнообразные банкеты, «стены». В Пинероло офицером Уберталли были изобретены кавалетти — основной прием выездки по итальянской системе. Всадник должен усилить внимание, четкость ритма, обеспечить сохранение равновесия при усиленных толчках задних ног лошади, а главное — помогать выездить лошадь при вытянутой шее без сильного сбора.
Очень большое внимание уделялось принципу последовательного повышения требований от легкого к трудному. Естественно, что очень много вначале тренировали лошадь без всадника, на корде, особенно на прыжках. Управление лошадью голосом должно было заменить бич.
Обучение прыжкам было особенно нацелено на воспитание самостоятельности лошади. Чем выше прыжки, тем больше пассивности требовалось от всадника. «Сохрани желание лошади идти вперед, держи свой центр тяжести над ее центром тяжести и доверь все остальное самой лошади», — учил Каприлли.
Но «свободное воспитание», которое тогда было модно и в педагогике, не должно вести к самоволию лошади. Всадник всегда дает лошади задание, что делать, но разрешает ей самой найти правильное решение, и Каприлли очень заботился о том, чтобы доказать, что его лошади управляемы не хуже, чем лошади классической выездки.
Помимо революции, которую Федерико Каприлли произвёл в технике прыжков на лошади, он также усовершенствовал седло, изменив крыло таким образом, чтобы всадник мог легко принять полевую посадку.

## "Тест Каприлли"
Имя Каприлли носит тест на конное мастерство, с помощью которого определяется готовность всадника и лошади к соревнованиям по конкуру. Определение ФЕИ гласит, что  «Тест Каприлли» - это соревнования по определению просто послушания лошади, внимание на них должно обращаться в первую очередь на проводимость лошади, то есть на правильную реакцию лошади (без сопротивления и напряжения) на воздействия всадника средствами управления. Существует несколько разновидностей тестов Каприлли различной сложности, как правило, они включают в себя от пяти до семи прыжков и несколько несложных выездковых элементов. Тест Каприлли очень популярен в европейских странах. Так как препятствия невысоки, а выездковые элементы просты, обычно он не вызывает серьезных затруднений у его участников. В прыжковой части "Теста Каприлли" оценивается не только стиль прыжка лошади, но и посадка всадника, положение его ног, головы и рук с поводом, во всех трех фазах прыжка (отталкивание, подвисание и приземление).